# 菊島生宜
菊島 生宜（きくしま せいぎ、1857年11月18日（安政4年10月2日）- 1923年（大正12年）1月15日）は、明治から大正期の実業家、政治家。衆議院議員。幼名・朝次郎、号・東山。

## 経歴
甲斐国山梨郡下萩原村（山梨県山梨郡七里村、東山梨郡七里村、塩山町、塩山市を経て現甲州市塩山下萩原）で、農業・菊島定右衛門、イセの長男として生まれる。下瀬久寿、藤田習斎から漢学を学んだ。
1877年（明治10年）東山梨郡於曽学校事務掛に就任。以後、東山梨郡役所傭、同郡書記を務め、1883年（明治16年）8月に退官。1884年（明治17年）山梨県会議員に当選し2期7年在任した。その他、山梨県学事会員、同蚕糸業取締所議員、東山梨郡蚕糸業組合委員長、所得税調査委員などを務めた。東山梨郡公道会の設立に中心人物として参画した。
雨宮敬次郎の勧誘を受けて上京し実業界に入った。1894年（明治27年）東京米穀取引所支配人に就任。東京商品取引所専務理事、東京商業会議所議員、横浜米穀取引所専務理事などを務めた。
1903年（明治36年）3月、第8回衆議院議員総選挙で山梨県郡部から憲政本党所属で出馬して当選し、衆議院議員に1期在任した。